# 니콜로 마르티넨기
니콜로 마르티넨기(이탈리아어: Nicolò Martinenghi, 이탈리아어 발음: [nikoˈlɔ mmartiˈneŋɡi], 1999년 1월 27일~)는 이탈리아의 수영 선수로 2024년 하계 올림픽 남자 평영 100m 종목에서 금메달, 2020년 하계 올림픽 남자 평영 100m 종목에서 동메달을 획득했다. 또한 세계 선수권 대회에서 금메달 2개, 은메달 4개, 동메달 1개를 획득했다.